# Szászvár
Szászvár là một làng thuộc hạt Baranya, Hungary. Làng này có diện tích 21,17 km², dân số năm 2010 là 2392 người, mật độ 113 người/km².